# Pszczelnik (Jaworzno)
Os. Pszczelnik – osiedle mieszkaniowe położone w dzielnicy Śródmieście. Osiedle należy do jednych z mniejszych w Jaworznie. Na północy graniczy z osiedlem Podłęże (granicą jest ul. Moniuszki i wschodnia część ul. Leśnej), na południu z osiedlem Stara Huta, na wschodzie ze Śródmieściem. Od zachodu do osiedla przylegają lasy. Znajduje się tu stadion MCKiS "Azotania" przy ul. Moniuszki.